# Club Deportivo Logroñés
O Club Deportivo Logroñés é um clube de futebol espanhol. Fundado em 1940 na cidade de Logroño, manda seus jogos no Estádio Las Gaunas. Seu escudo é uma estrela de seis pontas.
Devido a problemas financeiros, desde 2009 o clube não participa de nenhuma competição.

## Títulos
- Campeão da Terceira Divisão 6: 1943-44, 1958-59, 1965-66, 1969-70, 1977-78, 2000-01

## Ídolos do Logroñés
| - Ramón Pereira - Enrique Romero - Guillermo Gorostiza - Salvador García - Julen Lopetegui - Miguel Muñoz - José Manuel Ochotorena - Omar García - Carlos Pita - Zigor Aranalde - José López Perez - Miguel Ángel Lotina - Cristobal Parralo - Quique Setién - Manuel Sarabia - Agustín Abadía - José Luis Mendilibar | - Toni Polster - Oscar Ruggeri - Gustavo Falaschi - Leonardo Iglesias - Ricardo Albis - Luis Islas - Nebojsa Gudelj - Gilson - Cléber - Amarildo Souza - Ivan Rocha - Kelly - Silvio - Maurílio - Cassiano - Julio César Pinheiro - Nicolas Noudjeu - Marcelo Vega - Danko Matrljan | - Ruslan Ela - Rubén Epitié - Vincent Petit - Jochen Kientz - Alan Campbell - Nobuyuki Zaizen - Boban Babunski - Francisco Cruz - Viktorio Pavlov - Grzegorz Lewandowski - Silviu Lung - Marin Duna - Oleg Salenko - Željko Kalajdžić - Dejan Marković - Ivan Adžić - Atila Kasaš - Tibor Mičinec - Nayim | - Marcelo Tejera - Fernando Carreño - Hugo de León - Amado Nadal - Antonio Alzamendi - Nelson Gutiérrez - Rubén da Silva - Danilo Baltierra - Rubén Sosa |